# Вибухи в Луганську
Вибухи в Луганську почалися 7 березня 2022 року, в тимчасово окупованому Росією Луганську під час російського вторгнення в Україну.

## Перебіг подій

### 2022

#### Березень
7 березня було атаковано нафтобазу ракетою «Точка-У».

### Липень
10 липня атаковано склад боєприпасів ворога. 
13 липня було атаковано склад ППО та повторно атаковано склад боєприпасів ворога.

#### Вересень
16 вересня було чутно вибухи біля прокуратуури окупантів.

#### Жовтень
24 жовтня після вибуху спалахнула пожежа на шахті.

### 2023

#### Травень
12 і 13 травня було атаковано військову інфраструктуру ракетами Storm Shadow.